# Замогильний
Замоги́льний — українське прізвище, має жіночу форму Замогильна. Також топоним.
Прізвище має козацьке походження. Вказує на місце проживання - за могилою.
Найбільше зустрічається на Черкащині.
| Родичі | Це незавершена стаття про прізвище. Ви можете допомогти проєкту, виправивши або дописавши її. |